# 白酒 (日本酒)
白酒（しろざけ）とは、焼酎やみりんに蒸した糯米、麹を加えて1か月ほど熟成させたのち、すりつぶして作られる日本の酒の一種。雛祭りにおいて祝いのために出される酒である。アルコール分は約9%、糖質は約45%含まれ、酒税法ではリキュール類に分類される。

## 由来と製法
白酒がいつ頃から飲まれていたかは不明とされる。古来の製法は、上酒に蒸した糯米を加え、さらには麹も加えて仕込んだ上で7日ほど熟成させてからすりつぶしたものを濾さずに飲用とした。現在の製法に近づいたのは江戸時代中期以降で、焼酎もしくはみりんをベースに製造されるようになった。白酒は日本酒やビールのように発酵によってアルコール分が生成されたものではなく、すでにできあがった酒を混ぜて造り上げた「混成酒」に分類される。
白酒が江戸時代から雛祭りのお供えとして扱われるようになったのは、平安時代からの風習である上巳（桃の節句）において、室町時代から桃の花を浸した酒を飲んでいたものが変化したと伝えられている。

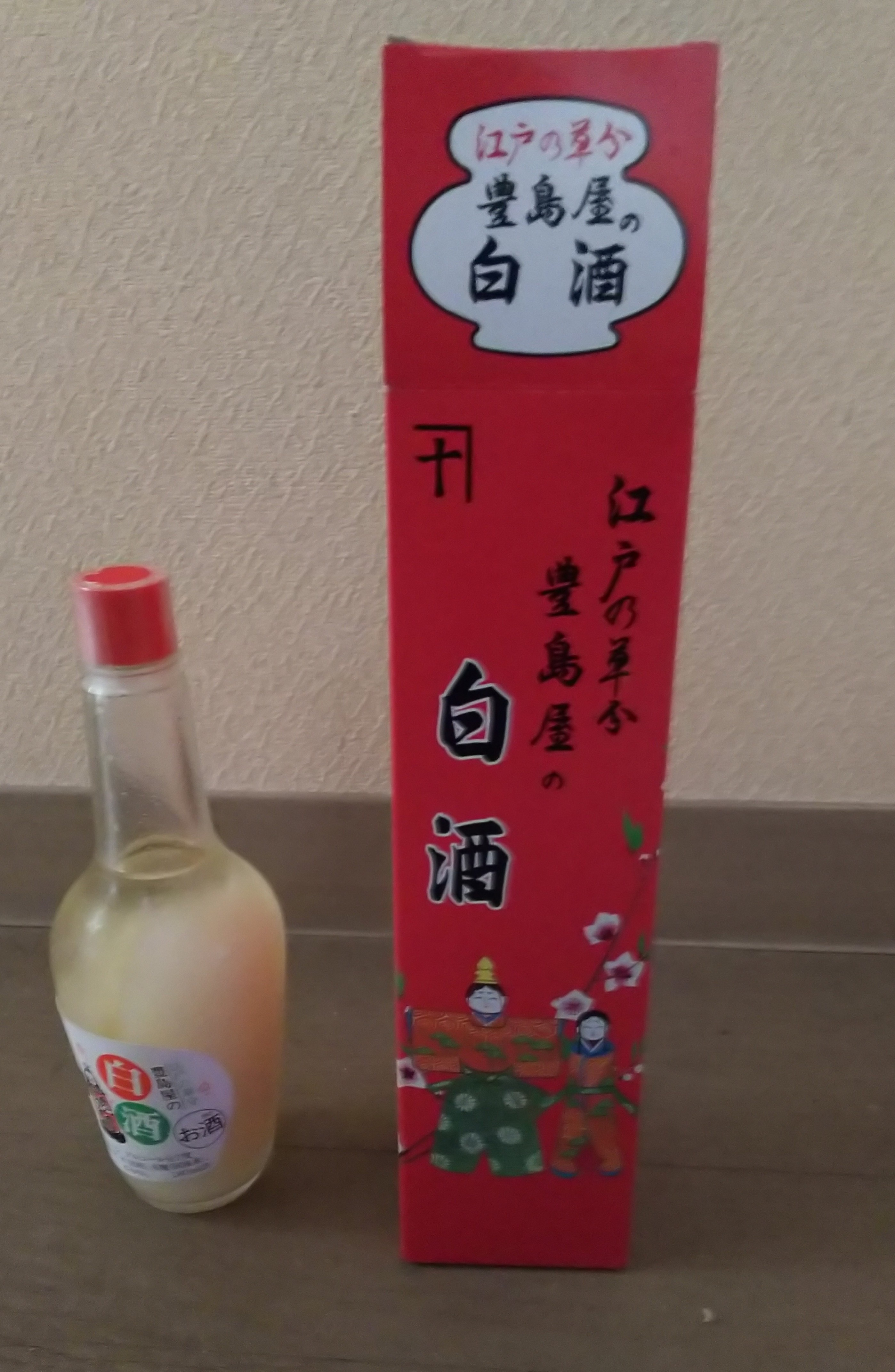
豊島屋の白酒

白酒は旧称を「山川酒」といい、「助六由縁江戸桜」の登場人物、白酒売新兵衛の担ぐ桶にも「山川」の文字が見える。山川酒は『毛吹草』にも名が見られることから、江戸時代初期には既にあったと考えられる。京都六条油小路の酒屋で造っていた白酒の色を山間部を流れる川の水が白く濁るのになぞらえて「山川」と呼ばれるようになった。江戸時代後期の類書として知られる『守貞謾稿』では「白酒売りはかならず「山川」と唱え、桶の上に硝子徳利を納める」と記述している。
また、庶民に広めたのは17世紀に江戸で活躍した実業家の豊島屋十右衛門だとする説もある。（豊島屋の白酒）
白酒は甘口のため、下戸、婦人、小児向けの飲み物とされる。その白い色と絹を練ったような滑らかさから「練絹の酒」とも呼ばれ、「初霜」、「雪月花」などの別名でも呼ばれていた。

## 子どもの摂取
上記のとおり「小児向けの飲み物とされる」ことがあるにせよ、今日リキュール類に分類されるアルコール飲料であるため、子どもの摂取は不適とされる。アルコール分をほとんど含まない甘酒で代用することが多い。雛祭り用に子供でも飲めるノンアルコールの白酒と称するものもあるが、本来の白酒ではない。

## 祭り
東京都北区の熊野神社（北区志茂四丁目19番1号）では、「オビシャ」 の際に白酒をふるまっていた事から「白酒祭」と呼ばれる祭りが行われる。古来から伝わる白酒作りの作業唄「白酒の唄」が歌われるが、現在では白酒ではなく甘酒が使用される。